# Morelos kommun, Coahuila
Morelos är en kommun i Mexiko.   Den ligger i delstaten Coahuila, i den norra delen av landet, 1 000 km norr om huvudstaden Mexico City. Antalet invånare är 8 207. Arean är 606 kvadratkilometer.
Terrängen i Morelos är lite kuperad.